# Gustav Ortner
Gustav Ortner (* 17. Februar 1935 in Wien; † 7. Februar 2022 ebenda) war ein österreichischer Diplomat.

## Leben
Gustav Ortner, Sohn aus der Ehe des Physikers Gustav Ortner und Felicitas geb. Weiss Von Tessbach, studierte Wirtschaftswissenschaften an der Wiener Hochschule für Welthandel (Dkfm.) und wurde 1958 an der Universität Wien promoviert. 1962 graduierte er als postgradualer Absolvent der Pianistenklasse des Wiener Konservatoriums.
Ab 1960 war er für das österreichische Außenministerium im Protokolldienst zuständig. 1962 trat er in den diplomatischen Dienst ein und wurde Attaché in der österreichischen Botschaft beim Heiligen Stuhl in Rom, später Sekretär von Bundeskanzler Josef Klaus im Bundeskanzleramt. In den 1970er Jahren war er Botschaftsrat bzw. 1. Botschaftsrat in den Botschaften in Paris und Tel Aviv.
Von 1979 bis 1988 war Ortner Direktor des Sicherheitsrates der Vereinten Nationen in New York sowie von 1979 bis 1989 Stellvertreter des Ständigen Vertreters Österreichs bei den Vereinten Nationen. Anschließend war er Direktor der Abteilung Sicherheit und politische Komitees im Sekretariat der UNO. Von 1988 bis 1996 war er Chef des Protokolls im Bundesministerium für auswärtige Angelegenheiten in Wien.
Von 1997 bis zu seinem Ruhestand 2001 war Ortner österreichischer Botschafter beim Heiligen Stuhl.
Er war von 2001 bis 2008 Vizepräsident der Gesellschaft der Musikfreunde in Wien; ab 2009 war er Präsident des Senats. Er war Präsidiumsmitglied für Barbados im Dachverband aller österreichisch-ausländischen Gesellschaften – PaN.
Ortner war Gentiluomo di Sua Santità, Ehrenkämmerer (ein Edelmann Seiner Heiligkeit) und somit ein ranghoher ehrenamtlicher Laie des päpstlichen Hauses. Die in etwa hundert Ehrenkämmerer zählen zur päpstlichen Familie.
Gustav Ortner engagierte sich für zahlreiche soziale Projekte und die Christen im Heiligen Land. Er war Präsident der Österreichischen Gemeinschaft für das Heilige Land und unterstützte maßgeblich das Österreichische Hospiz zur Heiligen Familie. 2001 wurde er vom Kardinal-Großmeister Carlo Furno zum Großoffizier des Ritterordens vom Heiligen Grab zu Jerusalem ernannt und durch den Propst von Stift Klosterneuburg und Großprior der österreichischen Statthalterei, Maximilian Fürnsinn in den päpstlichen Laienorden investiert.

## Ehrungen und Auszeichnungen
- 1993: Großes Silbernes Ehrenzeichen für Verdienste um die Republik Österreich[6]
- 1995: Großkreuz des Ordens de Isabel la Católica
- 1998: Großkreuzritter des Konstantinordens
- 1998: Ehrenmitglied der katholischen Studentenverbindung KAV Capitolina Rom im CV
- 2000: Großkreuzritter des Päpstlichen Piusordens[7]
- 2001: Großoffizier des Ritterordens vom Heiligen Grab zu Jerusalem
- 2001: Goldenes Ehrenzeichen für Verdienste um das Land Wien[4]
- 2002: Ehrenkämmerer des Papstes (Gentiluomo di Sua Santitá)
- 2008: Großes Goldenes Ehrenzeichen für Verdienste um die Republik Österreich[8]
- 2012: Aufnahme in die Bruderschaft von Santa Maria dell’Anima („Animabruderschaft“)
- Erzbruderschaft des Campo Santo Teutonico, Rom
- Congregazione Mariana del Jesú, Rom
- Magistral-Großkreuzritter des Souveränen Malteserordens
- Familiare des Deutschen Ordens